# 4496 Каміматі
4496 Каміматі (4496 Kamimachi) — астероїд головного поясу, відкритий 9 грудня 1988 року.
Тіссеранів параметр щодо Юпітера — 3,312.